# (11743) Jachowski
(11743) Jachowski (1999 JP130) – planetoida z pasa głównego asteroid okrążająca Słońce w ciągu 3,65 lat w średniej odległości 2,37 j.a. Odkryta 13 maja 1999 roku.